# Kanton Valencia
Der Kanton Valencia befindet sich in der Provinz Los Ríos westzentral in Ecuador. Er besitzt eine Fläche von 978 km². Im Jahr 2022 lag die Einwohnerzahl bei rund 51.500. Verwaltungssitz des Kantons ist die Kleinstadt Valencia mit 16.983 Einwohnern (urbaner Bereich des Kantons; Stand 2010).

## Lage
Der Kanton Valencia liegt im Nordosten der Provinz Los Ríos. Das Gebiet befindet sich im Tiefland am Fuße der Cordillera Occidental und reicht im Osten bis zu den Ausläufern der Berge. Der Río Toachi Grande, der linke Quellfluss des Río Vinces (Río Quevedo), begrenzt den Kanton im Norden. Der Río Vinces (Río Quevedo) fließt entlang der westlichen Kantonsgrenze nach Süden.
Der Kanton Valencia grenzt im Osten an den Kanton La Maná der Provinz Cotopaxi, im Süden an die Kantone Quinsaloma und Quevedo, im Westen an den Kanton Buena Fe sowie im Norden an den Kanton Santo Domingo der Provinz Santo Domingo de los Tsáchilas.

## Verwaltungsgliederung
Der Kanton Valencia ist in die Parroquias urbanas („städtisches Kirchspiel“)
- La Unión
- Nueva Unión
- Valencia

gegliedert.

## Orte und Siedlungen
Neben den drei Zentren, die Parroquias urbanas bilden, gibt es noch die Recintos El Vergel, Costa Azul und Monte Nuevo.

## Geschichte
Der Kanton Valencia wurde im Jahr 1995 eingerichtet (fecha de creación: 13. Dezember 1995; Registro Oficial: 29. Dezember 1995).
Entwicklung der Einwohnerzahl im Kanton Valencia bei landesweiten Volkszählungen zum jeweiligen Gebietsstand:
| Jahr                    | Einwohner | +/-    |
| ----------------------- | --------- | ------ |
| 2001                    | 32.870    | –      |
| 2010                    | 42.556    | 29,5 % |
| 2022                    | 51.509    | 21 %   |
| Datenherkunft: Wikidata |           |        |

## Ökologie
Im Nordosten des Kantons befindet sich das Schutzgebiet Bosque Protector Murocomba.